# The Hunters (1957)
The Hunters is een Amerikaanse documentaire uit 1957. De film werd gemaakt tijdens een expeditie in de Kalahariwoestijn waarbij de filmmakers een giraffejacht van de Bosjesmannen volgen. De film werd in 2003 opgenomen in het National Film Registry.